# Boeckella diamantina
Boeckella diamantina is een eenoogkreeftjessoort uit de familie van de Centropagidae. De wetenschappelijke naam van de soort is voor het eerst geldig gepubliceerd in 1994 door Menu-Marque & Zúñiga.